# Ronald Gamboa
Ronald Alexis Gamboa Johnson (* 18. Juni 1981 in Quinta Normal, Santiago) ist ein ehemaliger chilenischer Fußballspieler auf der Position eines offensiven Mittelfeldspielers.

## Karriere
Ronald Gamboa kam 2000 aus der Jugend des CSD Colo-Colo in die Profimannschaft des Klubs. Nach zwei Jahren lief sein Vertrag aus und er wechselte zum CD Magallanes in die Primera B. 2004 sammelte Gamboa bei den Lobos de la BUAP in Mexiko erste Auslandserfahrung. Beim Klub traf er auf Landsmann Mario Cáceres, mit dem er 2007 noch einmal bei Unión Española zusammenspielte. Zuvor war Gamboa 2006 noch in Ecuador beim CD Espoli gewesen. Unión Española war dann seine letzte Station in Südamerika. Nach erfolglosen Probetrainings in Schweden wechselte der Offensivakteur nach Australien.